# Klappbryggan i Dalarö

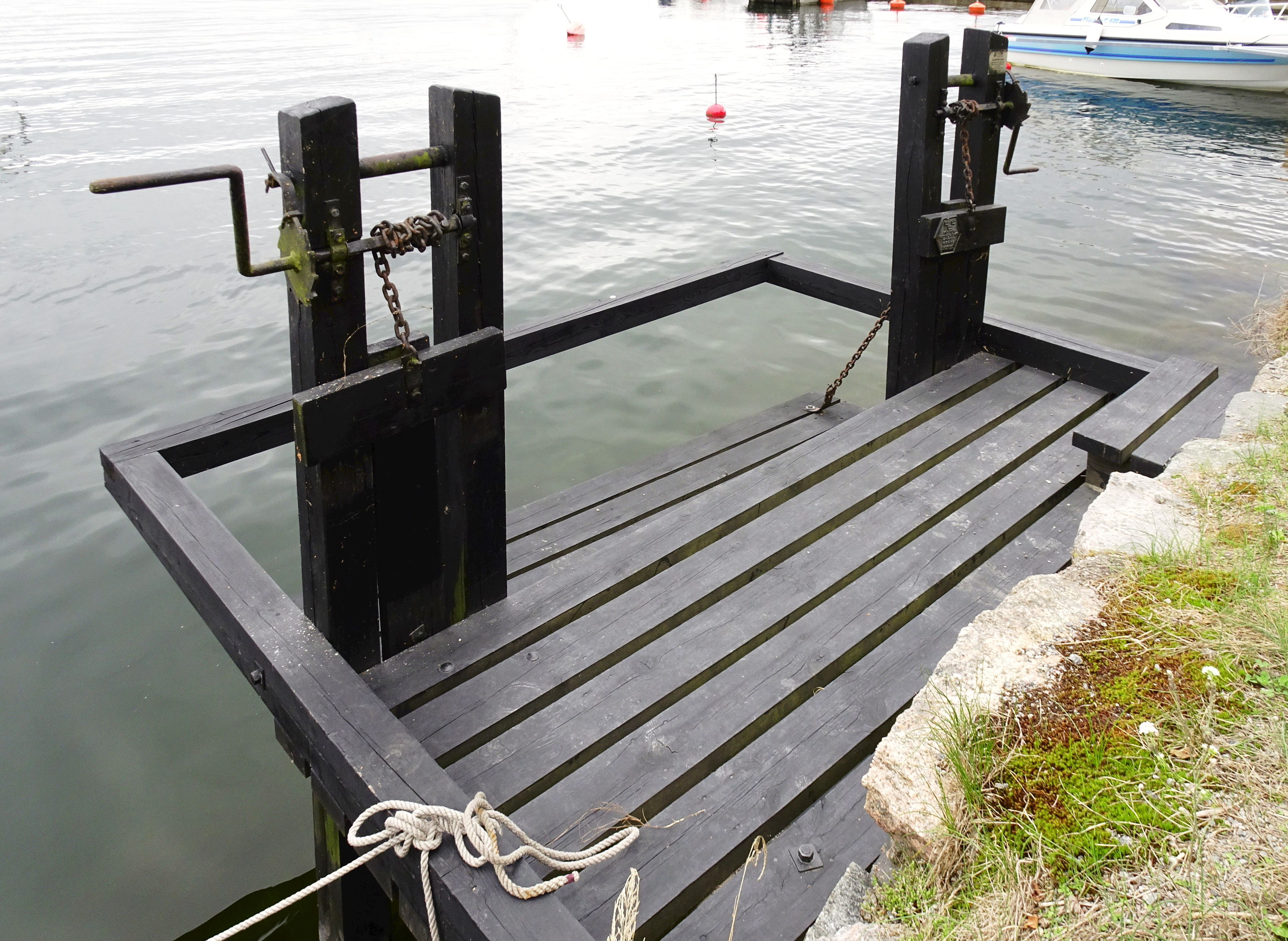
Klappbryggan i Dalarös Fiskarhamnen.

Klappbryggan i Dalarö ligger intill kajen vid Dalarö strandväg 31 i Dalarö. Bryggan är sedan 1997 ett lagskyddat byggnadsminne.

## Historik

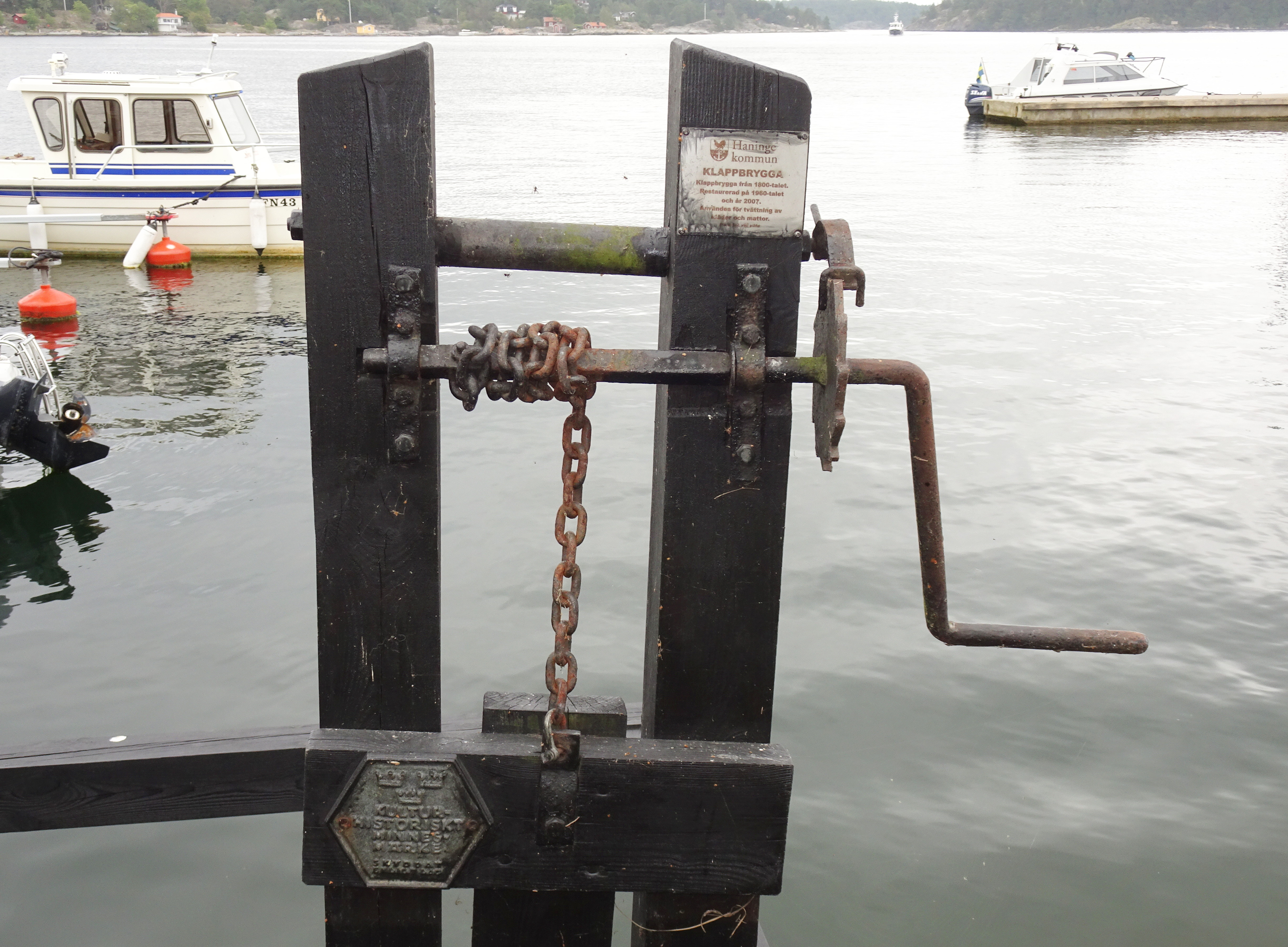
Vevanordningen.

En av de få kvarvarande tvättbryggor i Sverige finns i Fiskarhamnen i Dalarö. Den anlades i slutet av 1800-talet och renoverades på 1960-talet och år 2007. På samma plats har det funnits liknande bryggkonstruktioner sedan mer än 150 år tillbaka.

## Funktion
Bryggan användes för tvättning av trasmattor och av hushållstvätt i samband med så kallad byktvätt. För att komma nära vattenytan, oavsett om det var hög- eller lågvatten, försågs denna brygga med en höj- och sänkbar del som kunde vevas upp och ned med kättingar. Ordet ”klappbrygga” förklaras av att tvätten efter sköljningen vreds ihop till ”korvar” och klappades av tvätterskan med klappträn, så att vattnet pressades ut.
Klappbryggan i Dalarö representerar ett viktigt kulturarv från en tid då byktvätt var vanlig i städer och i skärgården samt vid insjöar. Detta förhållande motiverar att den byggnadsminnesförklaras.